# Tricholome
Taxons concernés
dans les genres suivants :
- Calocybe
- Lepista
- Lyophyllum
- Melanoleuca
- Tricholoma
- Tricholomopsismodifier

Tricholome est le nom vernaculaire désignant en français plusieurs genres de champignons autrefois réunis sous le nom latin de Tricholoma, lequel reste le genre type de champignons basidiomycètes de la famille des Tricholomataceae, les deux tiers de ces espèces ayant été recombinées dans d'autres genres :
- Calocybe
- Lepista
- Lyophyllum
- Melanoleuca
- Tricholoma
- Tricholomopsis

Leur nom est tiré du grec thrìx, trikhós « poil, cheveu » et loma, lòmatos « ourlet, bordure, frange » = « à bord frangé, à marge velue », bien qu'il ne reste que peu d'espèces à marge velue après l'éclatement du genre friesien.
Il contient encore une centaine d'irréductibles :
- Tricholome à odeur de savon – Tricholoma saponaceum[1]
- Tricholome à odeur d'iris – Lepista irina[1]
- Tricholome acerbe – Tricholoma acerbum[1]
- Tricholome agrégé – Lyophyllum decastes[1]
- Tricholome blanc – Tricholoma album[1]
- Tricholome brûlé – Tricholoma ustale[1]
- Tricholome brun et jaune – Tricholoma fulvum[1]
- Tricholome ceinturé – Tricholoma cingulatum[1]
- Tricholome chaussé– Tricholoma caligatum[1]
- Tricholome colombette – Tricholoma columbetta[1]
- Tricholome de la Saint-Georges – Calocybe gambosa[1]
- Tricholome des peupliers – Tricholoma populinum[1]
- Tricholome équestre – Tricholoma auratum[1]
- Tricholome gravé – Tricholoma scalpturatum[1]
- Tricholome imbriqué – Tricholoma imbricatum[1]
- Tricholome noir et blanc – Melanoleuca melaleuca[2]
- Tricholome nu – Lepista nuda[2]
- Tricholome prétentieux – Tricholoma portentosum[1]
- Tricholome ruiné – Tricholoma pessundatum[2]
- Tricholome rutilant – Tricholomopsis rutilans[1]
- Tricholome sinistre – Lepista personata
- Tricholome soufré – Tricholoma sulphureum[1]
- Tricholome terreux – Tricholoma terreum[2]
- Tricholome vergeté – Tricholoma virgatum[1]